# François Janssens
François „Swat“ Janssens (* 25. September 1945 in Turnhout; † 8. Januar 2024) war ein belgischer Fußballspieler.

## Karriere

### Verein
Janssens begann seine Karriere 1963 in seiner Heimatstadt beim KFC Turnhout in der Ersten Division. Nach dem Abstieg in die zweite belgische Liga am Ende der Saison 1963/64 verbrachte er zwei weitere Jahre in Turnhout und wechselte 1966 zu Lierse SK. Mit Lierse gewann er 1969 den belgischen Fußballpokal.
1981 beendete Janssens seine Profikarriere und spielte bis 1984 bei den unterklassigen Vereinen Sint-Niklaas SK und KVVOG Vorselaar.

### Nationalmannschaft
François Janssens bestritt zwei Länderspiele für die belgische Nationalmannschaft, in denen er ein Tor erzielte. Er stand im belgischen Aufgebot für die Weltmeisterschaft 1970 in Mexiko sowie für die Europameisterschaft 1972 im eigenen Land, wurde jedoch bei keinem der beiden Turniere eingesetzt.